# Sechew Powell
Sechew Powell (* 6. Juni 1979 in New York City) ist ein ehemaliger US-amerikanischer Profiboxer.

## Amateurkarriere
Sechew Powell stammt aus Brooklyn, boxte als Amateur unter dem Kampfnamen „Dark Horse“ und gewann 149 von 156 Amateurkämpfen. Er wurde 1997 US-amerikanischer Juniorenmeister im Weltergewicht, 2000 National Golden Gloves Champion im Halbmittelgewicht, sowie 2001 US-amerikanischer Meister im Halbmittelgewicht.
Darüber hinaus gewann er 1998 das American Boxing Classic Turnier in Milwaukee, die Bronzemedaille bei den National Golden Gloves 1999, die Silbermedaille bei den US-amerikanischen Meisterschaften 2000, die Goldmedaille bei der U.S. Challenge in Lake Placid und die Bronzemedaille bei den US-amerikanischen Meisterschaften 2002.
Im Jahr 2000 startete er bei der US-Olympiaqualifikation (Olympic Trials) in Florida, wurde jedoch im Halbfinale im Kampf gegen Sergio Mora wegen unsportlichen Verhaltens disqualifiziert.
Auf internationaler Ebene gewann er 1997 das 2. Anwar Chowdhry Juniorenturnier in Baku und startete bei den Weltmeisterschaften 2001 in Belfast. Nach Siegen gegen Dmitri Nowitski aus der Ukraine und Lukas Wilaschek aus Deutschland, unterlag er im Viertelfinale gegen Damián Austin aus Kuba.

## Profikarriere
Noch 2002 wurde er Profi und gewann seine ersten 20 Kämpfe in Folge, davon 12 vorzeitig. Dabei besiegte er unter anderem Jonathan Taylor (3-0), Sergio Meléndez (5-0) und George Armenta (12-3). Am 6. Mai 2005 gewann er gegen den ungeschlagenen Cornelius Bundrage (21-0) nach einem Doppelniederschlag durch t.K.o. in der ersten Runde. Am 25. August desselben Jahres besiegte er zudem Santiago Samaniego (36-9) (WM-Herausforderer der WBA/WBO) durch t.K.o. in der dritten Runde. Nach Punktsiegen gegen Archak Termeliksetian (15-1) und IBF-WM-Herausforderer Robert Frazier (31-6), gewann er im Juni 2006 durch t.K.o. in der zehnten Runde gegen den späteren Nordamerika-Meister Willie Lee (14-4).
In seinem 21. Profikampf am 5. August 2006, verlor er im Madison Square Garden nach Punkten gegen Ex-IBF-Weltmeister Kassim Ouma (24-2). Dafür besiegte er in seinem nächsten Kampf am 17. Februar 2007 Ishe Smith (18-1) einstimmig nach Punkten und konnte auch Terrance Cauthen (32-3) und Kevin Finley (12-0) vorzeitig besiegen. Am 11. Juni 2008 verlor er durch t.K.o. in der siebenten Runde gegen Deandre Latimore (18-1), gewann jedoch den Rückkampf nach Punkten.
Am 25. Juni 2011 boxte er erneut gegen Cornelius Bundrage (30-4), der inzwischen Weltmeister der IBF geworden war. Powell, der inzwischen als Nummer 1 der IBF-Weltrangliste der Herausforderer geführt wurde, musste sich jedoch diesmal nach Punkten geschlagen geben. Auch beim Kampf gegen Cory Spinks (38-6) am 28. Januar 2012, erlitt er eine Punktniederlage. Seinen vorerst letzten Kampf bestritt er am 1. Juni 2012 gegen Gabriel Rosado (19-5) und verlor durch t.K.o. in der neunten Runde.
Am 2. August 2014 kehrte er in den Ring zurück, verlor jedoch nach Punkten gegen Dmitri Michailenko (16-0).